# この地へ〜
｢この地へ〜｣は、GReeeeNの楽曲。2013年8月9日に発表された曲。リリースは未定。

## タイアップ
- みんなでよさこいプロジェクト 総踊り テーマソング

## 曲の詳細
1. この地へ〜
  - 作詞・作曲 : GReeeeN